# Suknovci
Suknovci su naselje Općine Promina u Šibensko-kninskoj županiji.

## Zemljopis
Nalazi se oko 2 kilometra sjeveroistočno od Oklaja.

## Povijest
Suknovci su se od 1991. do 1995. godine nalazili pod srpskom okupacijom.

## Stanovništvo
Prema popisu iz 2011. godine naselje je imalo 67 stanovnika.
| broj stanovnika | 363   | 333   | 282   | 401   | 403   | 414   | 444   | 453   | 460   | 466   | 454   | 393   | 276   | 162   | 101   | 67    | 49    |
|                 | 1857. | 1869. | 1880. | 1890. | 1900. | 1910. | 1921. | 1931. | 1948. | 1953. | 1961. | 1971. | 1981. | 1991. | 2001. | 2011. | 2021. |

## Znamenitosti
- kapelica Male Gospe